# Departamento Sonsonate
Sonsonate ist eines von 14 Departamentos in El Salvador und liegt im Westen des Landes an der Pazifikküste.
Die Hauptstadt des Departamentos ist die gleichnamige Stadt Sonsonate. Gegründet am 12. Juni 1824 erhielt das Departamento seine Konstitution am 8. Februar 1855.
In Sonsonate befindet sich das Zentrum der Pipil-Kultur. Der Name Sonsonate stammt aus der dem Nahuatl Mexikos verwandten Pipil-Sprache Nawat, wo Centzunat so viel wie „Viel Wasser“ oder „400 Flüsse“ bedeutet. Das Zahlwort für 400 heißt auf Nahuatl centzontli, was im Nawat dem Wort sentzun (centzun) entspricht; Nawat at (Nahuatl atl) bedeutet „Wasser“.
Eine der ältesten Kirchen Amerikas, die Jakobskirche von Sonsonate, stammte aus dem Jahr 1613; sie wurde nach Schäden durch mehrere Erdbeben im März 2007 abgerissen.
Beim Las-Hojas-Massaker am 22. Februar 1983 wurden etwa 70 Menschen durch Sicherheitskräfte ermordet.

## Municipios
Das Departamento Sonsonate ist in 16 Municipios unterteilt:
1. Acajutla
2. Armenia
3. Caluco
4. Cuisnahuat
5. Izalco
6. Juayúa
7. Nahuizalco
8. Nahulingo
9. Salcoatitán
10. San Antonio del Monte
11. San Julián
12. Santa Catarina Masahuat
13. Santa Isabel Ishuatán
14. Santo Domingo
15. Sonsonate
16. Sonzacate